# Суворово (Белгородская область)
Суворово — село в Прохоровском районе Белгородской области России. В составе Прелестненского сельского поселения.

## История
В 1968 г. указом президиума ВС РСФСР деревня Малая Псинка переименована в Суворово.
Деревня  «Малая Псинка Приютовка тож» была основана в конце XVIII века. Основателями считаются однодворцы села Псинка (Ракитинка), деревни Верхнего Праворотского Колодезя и деревни Карташевки. В некоторых документах можно встретить еще одно её название - Приютовка. Современное название деревня получила от распространенной фамилии жителей .
В 1925 году в Суворово открыла свои двери школа, в 1926 году в ней уже училось 52 человека. 
В 1928 году в деревне проживало 1238 жителей, деревня по административному делению относилась к Карташевскому сельскому Совету Прохоровского района. С приходом коллективизации в Малой Псинке образовался  колхоз «Спартак».
Великая Отечественная война не обошла стороной этот населенный пункт, много жителей деревни было убито фашистами. Павшие за родину бойцы похоронены в братской могиле. 

## Население
| 2002 | 2010 |
| ---- | ---- |
| 136  | ↘89  |